# Sofie Torp
Pour les articles homonymes, voir Torp.
Sofie Torp, née le 16 janvier 1990 à Aarhus (Danemark), est une actrice danoise.

## Biographie
Formation : École nationale de théâtre et de danse contemporaine du Danemark

## Filmographie partielle
- 2015 : Klovn Forever (da) : Luder
- 2019 : Ser du månen, Daniel de Niels Arden Oplev : Anita
- 2020 : Wildland : Marie
- 2020 : Les Enquêtes du département V : Effet Marco (Marco effekten) : Rose
- 2021 : Smagen af sult : Klasselærer
- 2022-2023 : Carmen Curlers : Lis (série télévisée)
- 2024 : Les Enquêtes du département V : Promesse (Den grænseløse) d'Ole Christian Madsen : Rose

## Récompenses et distinctions
- Bodil de la meilleure actrice dans un second rôle 2020 pour Ser du månen, Daniel
- Robert de la meilleure actrice dans un second rôle 2020 pour Ser du månen, Daniel